# Mrs Vandebilt
"Mrs Vandebilt" é uma canção dos Wings (banda de rock formada em 1971 pelo ex-beatle Paul McCartney), do álbum Band on the Run. A canção não foi lançada como single no Reino Unido ou nos Estados Unidos, mas foi um single na Europa Continental e Austrália.
As primeiras letras da canção são tiradas do bordão do comediante inglês Charlie Chester. O bordão de Chester era "Down in the jungle living in a tent, better than a bungalow, no rent" ("Dentro da selva, vivendo em uma tenda, melhor do que um bangalô, sem aluguél"); as letras foram mudadas para "Down in the jungle living in a tent, You don't use money you don't pay rent" ("Dentro da selva, vivendo em uma tenda, você não usa dinheiro, você não paga aluguél").
A canção foi gravada durante as sessões de álbum em Lagos, na Nigéria. O estúdio sofreu uma queda de energia durante a sessão, mas a gravação continuou com ajuda de geradores de energia. Overdubs adicionais foram posteriormente feito em Londres.

## Os músicos
- Paul McCartney - vocal, baixo, bateria e guitarra
- Linda McCartney - teclado e vocal de apoio
- Denny Laine - guitarra e vocais de apoio
- Howie Casey - Saxofone